# The House (film 2022)
The House è un film del 2022 diretto da Emma de Swaef, Marc James Roels, Niki Lindroth von Bahr, Paloma Baeza e scritto da Enda Walsh.
Esso racconta, con uno stile alternato tra il cupo e la commedia, tre storie differenti che circondano la stessa casa abbracciando periodi di tempo e personaggi diversi. È stato prodotto per Netflix dai Nexus Studios di Londra.
Nel cast vocale figurano Helena Bonham Carter, Matthew Goode, Jarvis Cocker e Paul Kaye.

## Trama
Il film è composto da tre storie separate tra loro, unite dall'elemento di una casa e della sua influenza sulle persone che ci abitano.

### I –E dentro di me, si tesse una menzogna
Ottocento; la piccola Mabel vive in povertà con i genitori e la sorella minore. Un giorno, dopo aver ricevuto le critiche dei parenti più ricchi, il padre esce nel bosco a ubriacarsi e viene avvicinato da un misterioso individuo che si offre di costruire una casa per la famiglia gratuitamente. La famiglia si trasferisce mentre i lavori continuano, ma l'abitazione si dimostra subito peculiare: al suo interno si manifestano inquietanti fenomeni e solo Mabel sembra accorgersi di ciò, mentre i genitori sembrano diventare ossessionati da una cucitrice e un caminetto in salotto, lavorando senza sosta per produrre tendaggi e bruciare mobili.
Mabel e la sorella minore vengono gradualmente trascurate e la loro vecchia casa viene demolita; le modifiche apportate all'abitazione portano le due a perdersi nei corridoi, mentre il padre arriva a bruciare nel camino i beni di famiglia. Le bambine giungono in salotto e scoprono che il padre si è trasformato in un divano e la madre in un tendaggio; mentre la stanza inizia a prendere fuoco, i due riescono a tornare brevemente lucidi e pregano Mabel di scappare con la sorella, permettendo alle due di fuggire dalla finestra. Dopo essersi allontanate, Mabel e la sorella osservano la casa bruciare in lontananza.

### II –È smarrita la verità che non si può vincere
Nel presente, la casa si trova in una città e sta per essere venduta. Il suo proprietario, un topo antropomorfo, provvede a ristrutturarla (dopo aver licenziato gli operai, a causa di problemi finanziari), occupandosi dei lavori e fronteggiando un'infestazione di coleotteri; poiché ha dedicato l'intera vita al progetto, ha contatti soltanto con una persona: un amante che chiama periodicamente.
Il giorno della visita, nessuno dei visitatori sembra essere davvero interessato alla casa e il costruttore inizia a perdere le speranze, tuttavia, una coppia anziana sembra mostrare un particolare apprezzamento; arriva perfino a fermarsi oltre l'orario prestabilito per dormire nella casa, e il costruttore, seppur perplesso, gli permette di rimanere (pur di non perdere due possibili acquirenti).
Nei giorni seguenti, la coppia si è ormai stabilita nella casa. Il costruttore, stufo della loro presenza (e del fatto che sembrino non avere alcuna intenzione di pagare l'acquisto), chiama la polizia e, all'arrivo di due poliziotti, cerca di denunciarli ma scopre che sono venuti proprio per lui: sono stati chiamati dall'amante, che si scopre essere il suo dentista personale (l'uomo non sopportava le eccessive confidenze personali del costruttore né il fatto che questi si rivolgesse a lui con i termini "tesoro" e "dolcezza"), e gli riferiscono che se lo chiamerà ancora una volta, lo citerà in tribunale.
Dopo che i due poliziotti sono andati via, si presenta anche la famiglia della coppia anziana: il costruttore, alla loro vista, ha un crollo nervoso e cerca di ucciderli con dell'acido borico (usato, in precedenza, per sterminare i parassiti) ma inala una dose e sviene. Risvegliatosi all'ospedale, viene raggiunto dalla coppia che lo riporta a casa senza che lui, ridotto a uno stato catatonico, opponga resistenza; al loro ritorno nell'abitazione, viene mostrato che la famiglia della coppia ha allestito una festa per celebrare il ritorno del costruttore (alcuni di loro, presentano diverse paia di braccia in più).
Nella scena finale, viene mostrata la famiglia abusiva (alcuni, trasformati in giganteschi insetti) che devasta l'abitazione; in cucina, il costruttore (regredito a un comportamento animalesco) emerge dalle rovine del forno, per mangiare della spazzatura; in seguito, rientra nella sua nuova casa: una galleria scavata all'interno del forno.

### III –Ascolta bene e cerca la luce del sole
In un futuro imprecisato, il mondo ha subito un'inondazione apocalittica, con solo poche strutture rimaste sopra l'acqua. La casa è miracolosamente sopravvissuta, ma ora è circondata dal nulla. Rosa (una gatta antropomorfa) fa da padrona di casa per la proprietà e sogna di riportarla al suo antico splendore per i nuovi inquilini. Tuttavia i suoi due attuali affittuari, il pescatore Elias e la mistica Jen hanno pagato il canone solo con pesci e pietre, il che, insieme ai materiali scadenti e all'acqua sporca, limita la capacità di Rosa di rinnovare la casa. Sopraggiunge anche Cosmos, compagno spirituale di Jen, che si offre di fare riparazioni all'abitazione. Rosa però scopre che Cosmos ha usato pezzi della casa per costruire una barca per Elias, così che possa lasciare la casa. Mentre l'acqua e la nebbia cominciano a filtrare, Rosa matura il desiderio di unirsi ai compagni nel trasferirsi, ma non ci riesce; Cosmos realizza una leva per trasformare la casa in una nave e salpa felicemente per andarsene con i suoi amici.

## Produzione
The House è stato annunciato per la prima volta nel gennaio 2020, prodotta presso l'unità londinese dei Nexus Studios per Netflix. Nexus aveva tre squadre di registi in fila per raccontare una storia di tre distinte generazioni di famiglie nella stessa casa. All'Annecy Film Festival del 2021 a giugno, è stato annunciato il cast di voci chiave per ogni storia.

## Promozione
Nel novembre 2021 sono state pubblicate le prime immagini dell'antologia insieme alla data di uscita del 14 gennaio 2022. Il primo trailer è stato distribuito a dicembre 2021.

## Analisi e significato dell'opera
The House è un'analisi kafkiana di come il consumismo e il capitalismo abbiano portato alla rovina il genere umano, raccontando tra le epoche (passato, presente e futuro) in che modo questi aspetti si siano evoluti ed inoltrati nella società umana:
La prima parte, narrante l'inizio del consumismo, presenta figure dalle sembianze umane ed è ambientata in un punto del passato nella campagna inglese, presumibilmente il diciannovesimo secolo. Questo periodo di tempo ha visto l’ascesa della cultura del consumo, dove la ricchezza, il lusso e lo splendore vengono considerati fine ultimo dell'uomo. La famiglia protagonista di questo primo racconto vive inizialmente in povertà, con pochi averi: la spirale discendente verrà segnata dalla visita di alcuni ricchi parenti, che disprezzano la famigliola per la loro indigenza. Attratti dal consumismo, che promette ricchezza, i genitori distruggono vecchi possedimenti a cui avevano un attaccamento emotivo e sviluppano un'ossessione per l'ambiente materiale della nuova grande casa, finendo per alienarsi e perdere l'interesse per i loro affetti. Questa degenerazione culmina con la morte umana dei genitori, che si trasformano negli stessi beni materiali a cui erano ossessivamente legati, come metafora della perdita di libero arbitrio dell'uomo a seguito dell'estraniazione emotiva provocata dal consumismo e dall'illusione della ricchezza.
La seconda parte di The House salta ai giorni nostri e racconta il capitalismo moderno: vediamo uno sviluppatore senza nome, con le sembianze di un topo antropomorfo, che tenta di rinnovare e vendere la casa fatiscente. Lo sviluppatore senza nome è costantemente stressato da vari problemi riguardanti la casa e fatica a mantenere un aspetto professionale. Ma alla fine lo stress causato dal tentativo di vendere l'immobile lo fa impazzire. Emerge che lo sviluppatore non ha fatto le sue telefonate ansiose a una persona cara, ma al suo dentista, un uomo che conosce a malapena e che vuole che smetta, ma che rappresentava per lui l'unico rapporto sociale rimasto integro. Il cupo finale, in definitiva, suggerisce che la follia è l’unica possibile conclusione allo stress del consumismo. Alla fine, invece di vendere la casa, lo sviluppatore permette che venga rilevata da uno strano gruppo di creature ibride tra i topi e gli scarafaggi (metafora della degradazione "parassitica" dell'uomo), che in precedenza avevano ostacolato la ristrutturazione. Questi ultimi si impegnano solo in comportamenti edonistici, rovinando la casa nelle loro baldorie. Anche questo sembra essere l’orizzonte ultimo dei desideri consumistici che l'essere umano spera di portare a renderlo ricco: un consumo infinito, distruttivo ed egoistico.
La parte finale del film è ambientata in un mondo inondato, dove la casa è l’unica cosa rimasta in superficie. L’alluvione non sembra scomparire, lasciando intendere che si tratti di un futuro in cui il cambiamento climatico ha causato un drammatico innalzamento del livello del mare. Quindi, presumibilmente, il consumismo e il capitalismo hanno preso il sopravvento sugli uomini, causando il disastro ecologico. I personaggi della terza parte di The House sono raffigurati come gatti, i predatori naturali dei topi nella parte precedente. La protagonista sta cercando di ristrutturare la casa, diventata un condominio, ma lotta con i suoi inquilini indifferenti ed apatici. Per via dell'inondazione, il desiderio della protagonista di mandare avanti normalmente il proprio sogno è ingenuo, ma soprattutto difficile. Alla fine, nell'epilogo a tratti ottimista, la protagonista e gli inquilini partono con una barca, dirigendosi verso l'ignoto. La casa ha sempre rappresentato il bene materiale primario diventato bene di lusso, quindi come emblema della cultura del consumo, ed ora gli umani lo lasciano, in cerca di un futuro migliore.
Nel complesso, The House ci vuole avvertire del fatto che se non riusciremo a combattere il consumismo, il capitalismo e l'edonismo, la nostra società sprofonderà nell'indifferenza, che causerà a sua volta la distruzione della civiltà. Il messaggio finale è che dobbiamo allontanarci dalla cultura del consumo e costruire un avvenire migliore.

## Accoglienza

### Critica
Sull'aggregatore Rotten Tomatoes il film riceve il 96% delle recensioni professionali positive con un voto medio di 7,4 su 10 basato su 23 critiche, mentre su Metacritic ottiene un punteggio di 71 su 100 basato su 10 critiche.